# Филип Вилхелм Кристоф фон Неселроде-Ересхофен
Филип Вилхелм Кристоф фон Неселроде-Ересхофен (на немски: Philipp Wilhelm Christoph Freiherr von Nesselrode zu Ereshoven; * ок. 1647; † 1704) e имперски фрайхер от древния род Неселроде, господар на Ересхофен в Северен Рейн-Вестфалия, маршал на Берг и магнат на Унгария, ръководител на рицарството в Берг.
Той е вторият син на фрайхер Бертрам VIII фон Неселроде (1625 – 1701), таен съветник на Курфюрство Майнц, канцлер и наследствен маршал на Херцогство Берг, и съпругата му Мария Магдалена фон Хатцфелд-Вилденбург (1628 – 1660), дъщеря на Йохан Адриан фон Хатцфелд († 1680) и Ана Фос Щафел цу Бокел († 1641). През 1396 г. Вилхелм фон Неселроде († 1399) получава Ересховен, който остава 500 години резиденция на фамилията Неселроде до 1920 г.
По-големият му брат Вилхелм Франц Йохан Бертрам (1638 – 1732) е дипломат, 1703 г. епископ на Фюнфкирхен/Печ (Унгария), и 1721 г. е издигнат на имперски граф. Вилхелм получава от фамилията годишна рента от 1 500 гулден. Брат му Йохан Гозвин е рицар на Немския орден.
Филип Вилхелм Кристоф фон Неселроде-Ересхофен е издигнат на 3 юли 1653 г. на имперски фрайхер (барон) заедно с баща му. Той служи на висша служба при наследствения маршал на графство Берг, става маршал на Берг и ръководител на рицарството в Берг. На 12 ноември 1695 г. във Виена той получава унгарски „индигенат“. Той става племеннен господар.
Той умира на ок. 57 години през 1704 г. Син му Франц Карл (1673 – 1750) е издигнат на граф на Неселроде-Ересхофен.

## Фамилия
Филип Вилхелм Кристоф фон Неселроде-Ересхофен се жени на 12 февруари 1668 г. за фрайин Адриана Александрина Франциска фон Лееродт (* ок. 1646; † 1728), дъщеря на фрайхер Хайнрих Вилхелм фон Лееродт (* ок. 1610) и фрайин Йохана Франциска фон Кортенбах цу Хелмондт († сл. 1665 ). Те имат пет деца:
- Франц Карл (* 14 ноември 1673; † 10 юни 1750), граф на Неселроде-Ересхофен, женен на 17 октомври 1709 г. за Мария Терезия София фон Шорлемер († ноември 1754); имат 4 деца
- Мария Розалия († 14 октомври 1756), омъжена I. за граф Гюом Ричард д'Аршот-Ривиере, II. за фрайхер Георг Карл Карг фон Бебенбург († 2 февруари 1747)
- Юлиана Йозефа, омъжена 1699 г. за маркиз Якопо Джузепе Кузани († 1715)
- Мария Анна Терезия († 3 януари 1719, Виена), омъжена 3 юни 1697 г. във Фраушайн за граф Вацлав Норберт Кински з Вчиниц а Тетова (* 11 юни 1642, Прага; † 3 януари 1719, Прага, Бохемия)
- Петронела Салома († юни 1765), омъжена на 13 май 1718 г. за граф Улрих Антон фон Хоенсбрьок († 24 април 1727)